# Reino de Amom

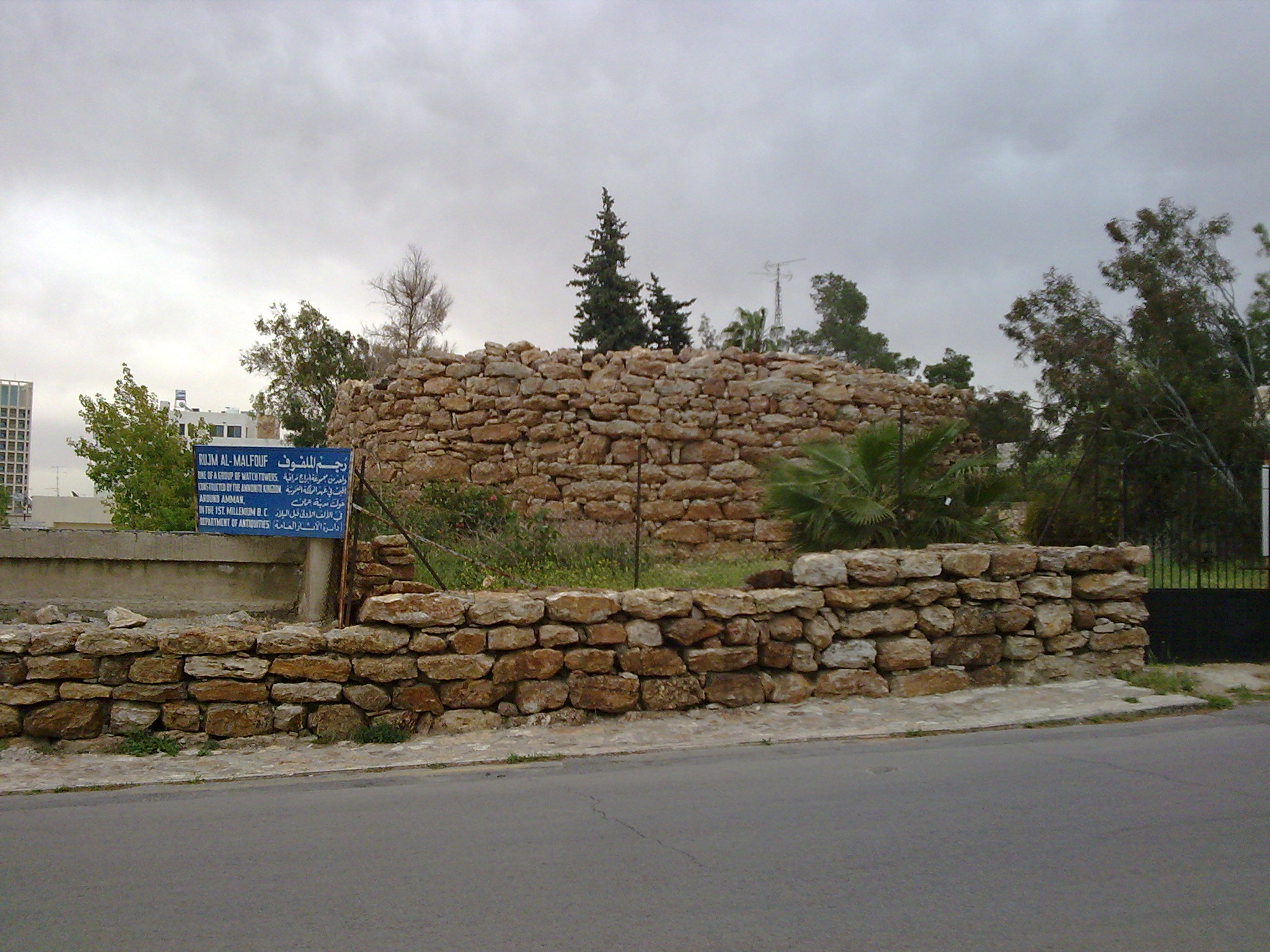
, uma das torres de vigilância amonitas de Amã

O Reino de Amom (em hebraico: עַמּוֹן; romaniz.: Ammon; em tiberiano: ʻAmmôn ["povo"]; em árabe: عمّون; ʻAmmūn) foi uma antiga nação do povo amonita que, de acordo com o Antigo Testamento e outras fontes, ocuparam uma área ao leste do rio Jordão, de Gileade e do mar Morto, na atual Jordânia. A cidade principal do país foi Rabá, ou Rabá Amom, localidade da moderna cidade de Amã, capital da Jordânia. Milcom e Moloque (que podem ser o mesmo), são citados na Bíblia como os deuses de Amom.

## Na Bíblia
Os amonitas foram um povo que habitava a região da Palestina. Pouco se sabe sobre a origem e os costumes desse povo.  De acordo com o relato bíblico, Gênesis 19:37-38, tanto Ben-Ami (Amom) quanto Moabe nasceram de uma relação incestuosa entre Ló e suas duas filhas no resultado da destruição de Sodoma e Gomorra e a Bíblia refere-se aos amonitas e aos moabitas como os “filhos de Ló”. Ló não achou mais lugar para viver nas cidades, especialmente Zoar, e foi-se para as montanhas e habitou em uma caverna. Sua filha mais velha em uma conversa com a sua irmã mais nova, disse que o pai, Ló, já era homem velho e não havia nenhum outro filho homem para dar continuidade na linhagem do pai, coisa que o povo da época, levava muito a sério. Elas embebedaram o pai e as conceberam cada uma, um filho do próprio pai. A mais velha gerou Moabe, patriarca do povo moabita e a mais nova gerou Ben-Ami, patriarca do povo de Amom, os amonitas. Na Bíblia, os amonitas e os israelitas são descritos como antagonistas mútuos.
Durante o Êxodo, os israelitas foram proibidos pelos amonitas de passarem por suas terras. No livro de Juízes, os amonitas se uniram com Eglon, rei dos moabitas, contra Israel. Segundo o Livro dos Juízes, os amonitas exerceram domínio sobre os israelitas durante alguns períodos de tempo, sendo seu poderio fora rompido por Eúde, que assassinou à traição o rei moabita Eglom. Mais tarde fortaleceram-se novamente e estavam saqueando Israel quando Jefté obteve uma grande vitória sobre os amonitas e libertou Israel.
Ataques feitos pelos amonitas nas comunidades israelitas do leste do Jordão foram o impulso atrás da unificação das tribos sob o comando de Saul. De acordo com I Reis 14:21-31 e 2 Crônicas 12:13, Naamá era uma amonita. Ela foi a primeira esposa do rei Salomão a ser mencionada pelo nome no Tanaque como tendo um filho. Ela foi mãe do sucessor de Salomão, Reoboão.

### Relação com a Assíria
Amom manteve sua independência do Império Neoassírio através de tributo ao rei assírio, em um momento em que os reinos vizinhos estavam sendo invadidos ou conquistados. Inscrições no Monólito de Curque descrevem o exército do rei amonita Baasha bem Ruhubi lutando ao lado de Acabe de Israel e aliados sírios contra Salmanaser III na Batalha de Carcar em 853 a.C., possivelmente como vassalos de Hadadezer, o rei dos arameus de Damasco.